# Kanaris (L53)
Il Kanaris (pennant number L53) fu un cacciatorpediniere scorta della classe Hunt, entrato in servizio con la Regia marina greca nell'agosto 1942.
Costruito inizialmente per la Royal Navy britannica e varato con il nome di HMS Hatherleigh, la nave venne ceduta ai greci nel marzo 1942 e quindi inviata a prendere parte alle operazioni nel teatro bellico del Mediterraneo; qui il Kanaris operò nella scorta ai convogli navali, oltre a partecipare allo sbarco in Sicilia, all'operazione Slapstick e infine alla liberazione della Grecia stessa nell'ottobre 1944.
Dopo la conclusione della seconda guerra mondiale, il cacciatorpediniere operò in favore delle forze governative nel corso della guerra civile greca; restituito alla Royal Navy nel 1959 ma subito passato in riserva, fu infine radiato e avviato alla demolizione nel 1960.

## Storia
Ordinata ai cantieri navali della Vickers-Armstrongs di Newcastle upon Tyne il 23 agosto 1940 (il 28 luglio secondo altra fonte), l'unità fu impostata il 12 dicembre 1940; designata inizialmente per essere messa in servizio con la Royal Navy, la nave venne varata il 12 dicembre 1940 sotto il nome di HMS Hatherleigh (dal nome di una tenuta per la caccia alla volpe del Devonshire). Prima del completamento, il 24 marzo 1942 l'unità fu ceduta alla Regia marina greca, venendo quindi rinominata Kanaris per onorare Konstantinos Kanaris, ammiraglio e uomo politico greco del XIX secolo. La nave entrò ufficialmente in servizio il 10 agosto 1942, raggiungendo quindi la base di Scapa Flow per operare nella scorta alle unità della Home Fleet britannica.
Il 30 settembre il cacciatorpediniere si aggregò alla scorta del convoglio WS23, salpato dalla baia del Firth of Clyde e diretto a Bombay tramite il periplo dell'Africa. Dopo una sosta a Freetown, il convoglio raggiunse Durban il 5 novembre; qui il Kanaris fu riassegnato alla scorta del convoglio CM35, arrivato ad Aden il 5 dicembre seguente. L'unità greca raggiunse quindi indipendentemente Alessandria d'Egitto via canale di Suez, entrando in forza alla Mediterranean Fleet britannica per operare nel teatro bellico del mar Mediterraneo. Tra il gennaio e l'aprile 1943 il Kanairs operò nella scorta ai convogli alleati nelle acque del Mediterraneo orientale; in maggio il cacciatorpediniere fu assegnato alla 5th Destroyer Flotilla e impegnato nelle operazioni della campagna di Tunisia, partecipando a missioni di intercettamento del traffico navale nemico al largo di Capo Bon; dopo alcune missioni di scorta ai convogli per Malta in giugno, il 10 luglio il Kanaris partecipò allo sbarco in Sicilia, fornendo fuoco di supporto ai reparti scesi a terra nel settore britannico della testa di ponte alleata e partecipando all'occupazione di Augusta. Dopo alcune operazioni di scorta ai convogli al largo della Sicilia, il 9 settembre il cacciatorpediniere prese parte all'operazione Slapstick, lo sbarco incontrastato dei reparti britannici a Taranto.
Il Kanaris continuò poi nei mesi seguenti con le operazioni di scorta ai convogli di rifornimento alleati nelle acque del Mediterraneo. Il 19 marzo 1944, durante un passaggio in Mar Rosso, il cacciatorpediniere entrò in collisione con l'incrociatore britannico HMS Hawkins, dovendo quindi essere messo in cantiere a Massaua per lavori di riparazione proseguiti fino all'agosto seguente. A partire dal settembre 1944 il Kanaris partecipò alle operazioni anglo-greche per la liberazione delle isole del Mar Egeo, sbarcando truppe, fornendo supporto di fuoco e dirigendo all'intercettamento dei natanti che tentavano di evacuare le locali guarnigioni tedesche; dopo la ritirata finale delle forze tedesche dalla Grecia continentale, nell'ottobre 1944 il Kanaris presenziò alla liberazione del porto del Pireo da parte degli Alleati. A partire dal dicembre 1944 il cacciatorpediniere rimase dislocato nelle acque della Grecia, supportando il ristabilirsi del governo monarchico ellenico e partecipando ai primi scontri della guerra civile greca contro i locali partigiani comunisti dell'ELAS. Le operazioni dell'unità nelle acque greche proseguirono anche dopo la conclusione della seconda guerra mondiale nel maggio 1945, andando avanti fino alla sconfitta dei partigiani comunisti nella guerra civile nell'agosto 1949.
Il Kanaris rimase in servizio con la Marina greca fino al 1959, quando fu restituito al controllo della Royal Navy britannica; passato subito in riserva, lo scafo fu infine radiato nel 1960 e avviato alla demolizione.